# Gouverneur von New York
Der Gouverneur von New York (engl. The Governor of New York) ist Staats- und Regierungschef des US-Bundesstaates New York und damit dessen höchster Vertreter. Ferner ist er Oberbefehlshaber der gesamten New Yorker Nationalgarde. Der Gouverneur ist mit der Leitung der Regierungsgeschäfte in New York betraut und hat darüber hinaus repräsentative Aufgaben. Er nimmt im bundesstaatlichen Gesetzgebungsverfahren eine zentrale Rolle ein und ist für die Besetzung wichtiger Staatsämter zuständig.
Gewählt wird der Gouverneur von den Bürgern New Yorks im Turnus von vier Jahren; eine Wiederwahl ist im Gegensatz zu vielen anderen Bundesstaaten theoretisch unbegrenzt oft möglich. Derzeitige Amtsinhaberin und 57. Gouverneurin ist seit dem 24. August 2021 die Demokratin Kathy Hochul. Sie war zuvor Vizegouverneurin gewesen und war Andrew Cuomo nach dessen Rücktritt nachgefolgt.

## Stellung des Amtes

### Stellung föderalen System
Durch den Föderalismus in den Vereinigten Staaten sind alle Regierungskompetenzen strikt zwischen der Nationalregierung in Washington und den Bundesstaaten aufgeteilt. Präsident und Kongress sind nur für jene Angelegenheiten zuständig, die ihnen explizit durch die Verfassung der USA zugeteilt wurden. Alle anderen Kompetenzen fallen den einzelnen Bundesstaaten zu, die umfangreicher sind als beispielsweise die Zuständigkeit der deutschen Bundesländer (wobei in Deutschland keine so deutliche Trennung der Kompetenzen des Bundes und der Länder besteht). Dies führt dazu, dass in den USA alle Bundesstaaten eigene politische Systeme haben, die sich jedoch meist stark ähneln. Der Gouverneur ist daher nicht der Nationalregierung in Washington unterstellt, sondern als Oberhaupt der New Yorker Exekutive für die selbstständige Ausführung des Bundesstaatsgesetze zuständig, während Gesetze des Bundes durch dessen Institution selbstständig ausgeführt werden. Da sich der politische Aufbau der Einzelstaaten, wenn auch mit verschiedenen Unterschieden, mit dem nationalen System ähnelt, entspricht das Gouverneursamt auf Staatsebene dem Amt des Präsidenten auf Bundesebene. Aufgrund dieser ausgeprägten Kompetenztrennung erfolgt auch eine Kooperation von Bund und Bundesstaaten eher selten.

### Aufgaben und Befugnisse

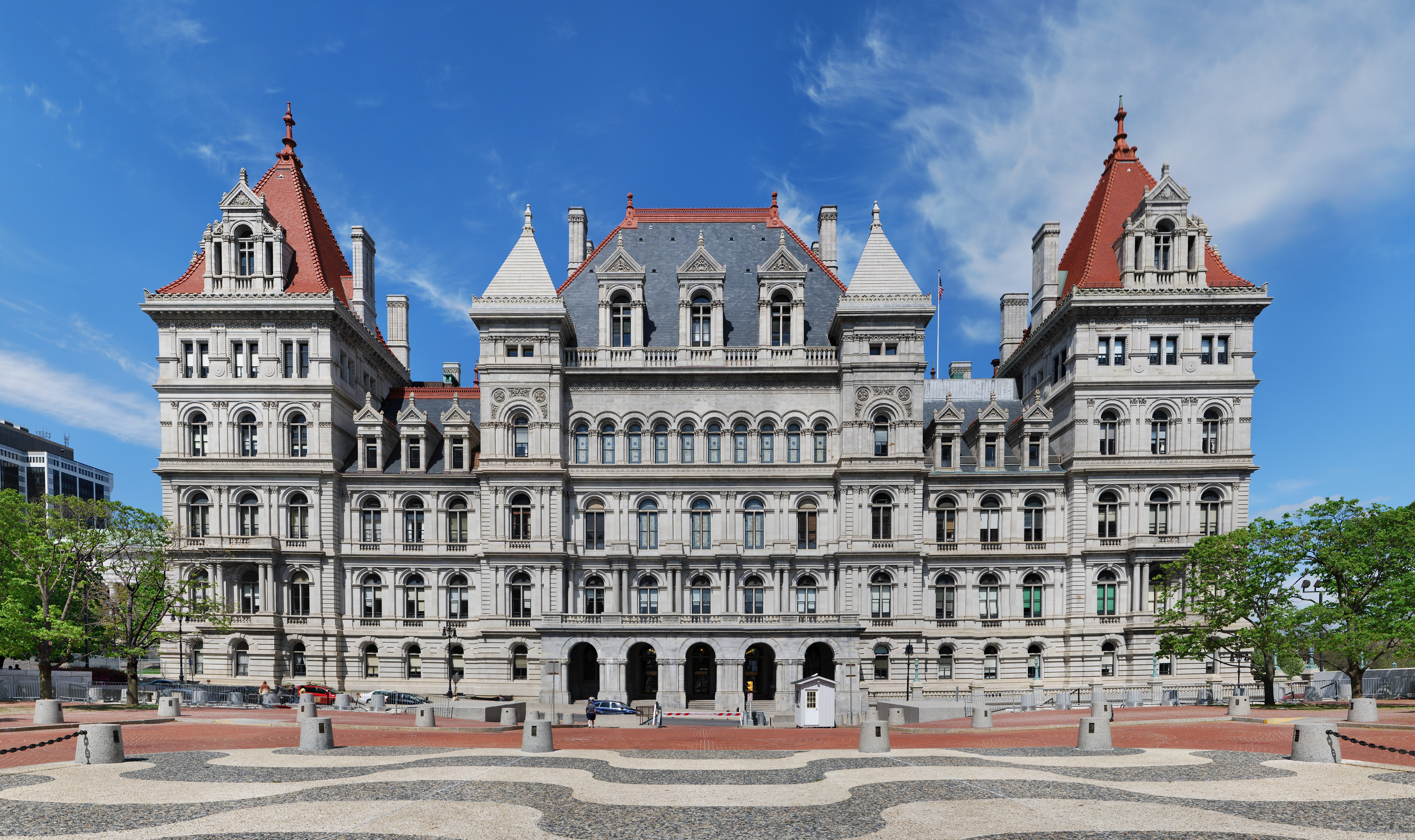
Das State Capitol in Albany, wo der Gouverneur sein Büro wie auch die Legislative ihren Sitz hat

Das Gouverneursamt entspricht dem eines Staatschefs auf subnationaler Ebene. Als höchster Vertreter des Bundesstaates repräsentiert der Gouverneur den Bundesstaat New York nach innen und nach außen.
Der Gouverneur nimmt im Gesetzgebungsverfahren des Bundesstaates eine zentrale Rolle ein. Wird ein Gesetzesentwurf von beiden Kammern der New York State Legislature, die sich aus der State Assembly mit 150 Abgeordneten und dem Staatssenat mit 63 Senatoren zusammensetzt, verabschiedet, muss dieser Entwurf dem Gouverneur vorgelegt werden. Der Gouverneur hat an dieser Stelle drei Handlungsmöglichkeiten: Bei Zustimmung kann er die Vorlage unterzeichnen, wodurch das Gesetzgebungsverfahren abgeschlossen ist. Das Gesetz tritt entweder umgehend oder an jenem Termin, der inhaltlich festgelegt wurde, in Kraft. Unterzeichnet der Gouverneur den Gesetzesentwurf nicht und legt er keinen Widerspruch ein, erlangt die Vorlage nach zwölf Tagen (ohne Sonntage gerechnet) ebenfalls Rechtskraft. Die dritte Handlungsmöglichkeit erlaubt dem Gouverneur Einspruch, sprich ein Veto, gegen eine Vorlage einzulegen. Wie die Gouverneure der meisten anderen US-Bundesstaaten hat auch der New Yorker Gouverneur die Möglichkeit, nur bestimmte Passagen des Gesetzes abzulehnen, ein sogenanntes Line-Item-Veto. Dieses Recht hat beispielsweise der US-Präsident auf Bundesebene nicht. Er ist darauf beschränkt eine Vorlage anzunehmen oder komplett abzulehnen. Ein Gouverneursveto kann, wie in den meisten anderen Bundesstaaten und auf Bundesebene, von jeweils zwei Dritteln beider Kammern der Legislative überstimmt werden. Damit tritt ein Gesetz auch ohne Zustimmung des Gouverneurs in Kraft. Dass in beiden Häusern der State Legislature jeweils Zweidrittelmehrheiten zur Zurückweisung eines Vetos zustande kommen, ist jedoch eher Ausnahme als Regel.
Ferner hat der Gouverneur das alleinige Begnadigungsrecht im Staate New York inne. Dieses umfasst alle Gesetzesverstöße, die in die Kompetenzen des Bundesstaates fallen. Da das Strafrecht in den USA vorwiegend Sache der Bundesstaaten ist, umfasst diese Befugnis einen recht hohen Umfang.
Außerdem fällt dem Gouverneur die Ernennung der Richter am Staatsgerichtshof zu. Die Ernennungen müssen vom Staatssenat bestätigt werden. Darüber hinaus hat der Gouverneur diese Ernennungsbefugnis auch bei zahlreichen weiteren hohen Beamtenstellen im Bundesstaat. Auch für diese Stellenbesetzungen ist die Zustimmung des Staatssenats vonnöten. Tagt dieser nicht, können freie Ämter durch den Gouverneur auch übergangsweise ohne Votum im Senat besetzt werden. Tritt die Parlamentskammer jedoch wieder zusammen, müssen die entsprechenden Abstimmungen nachgeholt werden.
Als Oberhaupt der Exekutive bestimmt der Gouverneur die Richtlinien der Politik. Er hat zwar kein Kabinett im engeren Sinne, wohl gibt es aber Exekutivämter, wie den Attorney General, die Ministern entsprechen. Diese werden zwar ebenfalls per Direktwahl durch das Volk gewählt, sind aber dem Gouverneur untergeordnet. Als Berater und Zuarbeiter fungiert hingegen ein eigener Stab des Gouverneurs, bei deren Besetzung der Gouverneur freie Hand hat. So ist auch ein Stabschef üblich, an den der Gouverneur Aufgaben delegieren kann.
Dem Gouverneur obliegt gleichzeitig die Befehls- und Kommandogewalt über alle Miliztruppen des Bundesstaates. Er ist damit, wie auch die anderen Gouverneure in ihren jeweiligen Staaten, Oberbefehlshaber der New Yorker National- und Staatsgarde. Er kann diese zur Bekämpfung von Umwelt- oder Naturkatastrophen einsetzen, oder – da der Gouverneur für die Sicherheit in New York verantwortlich ist – den Befehl zur Wiederherstellung der öffentlichen Ordnung geben (zum Beispiel wenn die Polizeieinheiten eine bestimmte Lage nicht mehr unter Kontrolle haben). Solche Einsätze kamen bereits mehrfach in der Geschichte New Yorks und anderer Staaten vor. Einige Gouverneure haben auch die Nationalgarde eingesetzt um Streiks zu beenden. Die Befehlsgewalt über die Nationalgarde, nicht aber über die Staatsgarde, geht auf den US-Präsidenten über, wenn diese für den Einsatz für den Bund herangezogen werden. Bei Beendigung eines Bundeseinsatzes geht die Befehlsgewalt wieder zum Gouverneur. Solche Fälle treten hingegen sehr selten ein, da die Nationalregierung eigene Streitkräfte unterhält und sich deren Aufgabengebiet von jenem der Nationalgarden deutlich unterscheidet.

## Wahl und Amtszeit

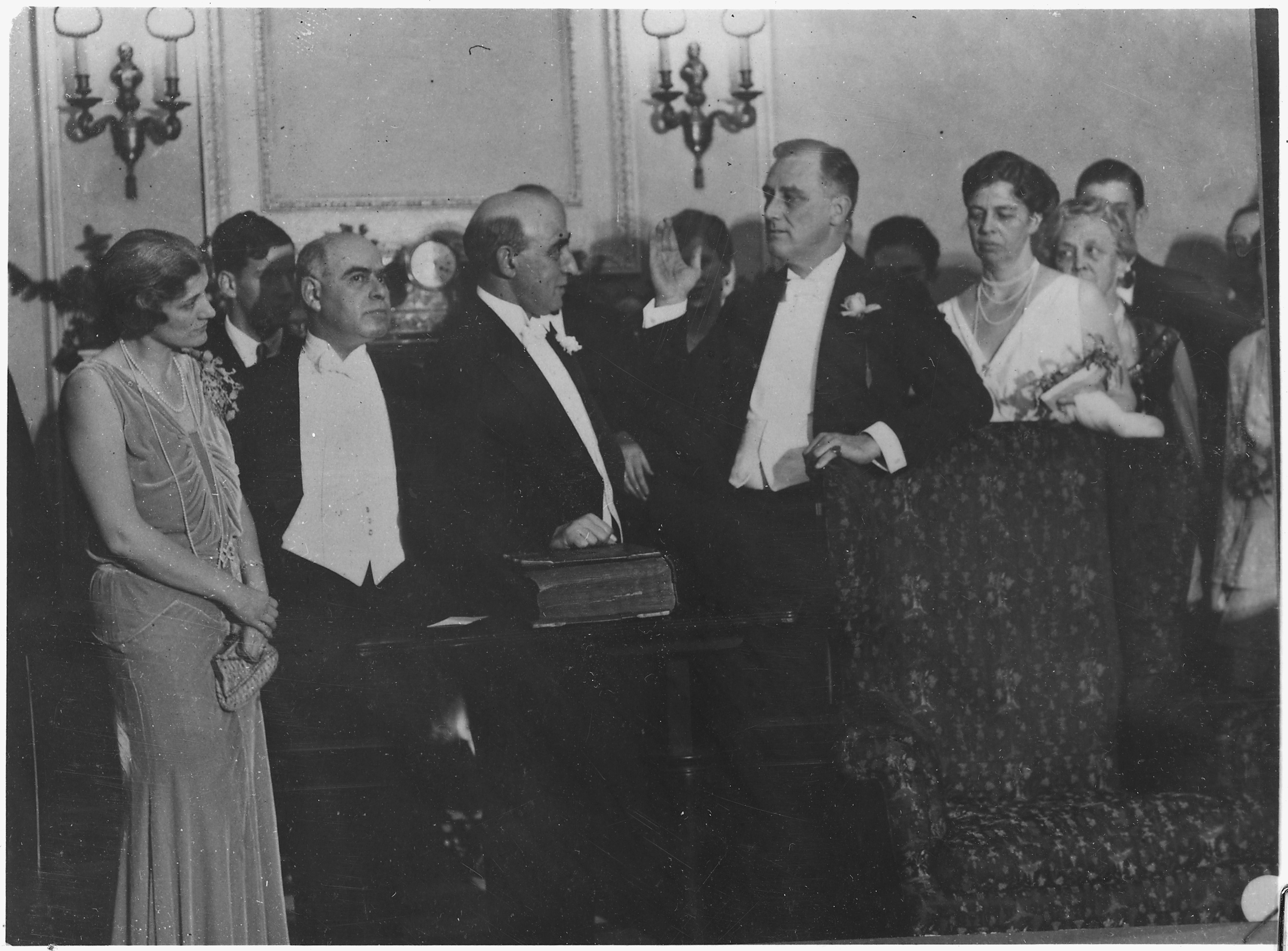
Franklin D. Roosevelt legt den Eid zum Gouverneur ab (1930)

Die einmalige Amtszeit des Gouverneurs beträgt vier Jahre. Eine Wiederwahl ist anders als in den meisten Bundesstaaten unbegrenzt oft möglich. So amtierte beispielsweise George Pataki von 1995 bis 2007 über drei Amtszeiten als Gouverneur.
Im Vorfeld der Gouverneurswahlen halten die Parteien interne Vorwahlen ab. Nominiert ist, wer die meisten Stimmen im Rahmen dieser Primary auf sich vereint hat. Nach den Vorwahlen benennt der Gewinner seinen Kandidaten für das Amt des Vizegouverneurs. Gouverneur und Vizegouverneur werden in New York gemeinsam gewählt.
Der Gouverneur wird alle vier Jahre am ersten Dienstag nach dem ersten Montag im November gewählt. Die Wahl erfolgt unmittelbar durch das Volk, womit man von einer Direktwahl spricht. Parallel finden Wahlen zu anderen exekutiven Regierungsämtern in New York, zur State Legislature und zum Kongress statt. Da es sich beim Kongress um Halbzeitwahlen handelt, werden keine Präsidentschaftswahlen abgehalten. Diese finden daher immer in der Mitte der Amtszeit des New Yorker Gouverneurs statt, der wiederum in der Mitte einer präsidialen Amtszeit gewählt wird. Als Gewinner der Wahl geht automatisch der Kandidat mit den meisten Stimmen hervor. Eine absolute Mehrheit der Stimmen ist für die Wahl zum Gouverneur, wie in fast allen anderen Bundesstaaten auch, nicht vorgesehen. In der Geschichte kam es daher mehrfach vor, dass Gouverneure mit weniger als 50 Prozent der Stimmen gewählt wurden.
Die neue Amtszeit des Gouverneurs beginnt am 1. Januar, der auf die Wahl folgt. Zwischen Wahl und Vereidigung liegen also knapp zwei Monate. Vom Zeitpunkt des Urnengangs bis zur Amtsübergabe bleibt der bisherige Gouverneur regulär im Amt. Während dieser rund zweimonatigen Zeitspanne wird der Wahlgewinner auch als Governor-elect („gewählter Gouverneur“) bezeichnet. Es handelt sich jedoch um eine informale Bezeichnung, da ein gewählter, aber noch nicht vereidigter Gouverneur, keine verfassungsrechtliche Bedeutung als Amtsträger hat. Die Rechte und Befugnisse gehen erst mit der Vereidigung auf den Wahlsieger über. Ein wiedergewählter Amtsinhaber wird hingegen nicht als Governor-elect bezeichnet.
Wahlberechtigt sind alle Bürger des Staates New York, die das achtzehnte Lebensjahr vollendet haben. Das passive Wahlrecht, also das Recht zum Gouverneur gewählt zu werden, hat jede Person mit der amerikanischen Staatsbürgerschaft, die mindestens seit fünf Jahren in New York lebt und 30 Jahre alt ist. Die amerikanische Staatsbürgerschaft ist allerdings nicht von Geburt an notwendig.

## Nachfolgeregelung
Da eine vorzeitige Neuwahl des Gouverneurs von der Verfassung New Yorks nicht möglich ist (auch kein Recall), wurde der vorzeitige Wegfall des Amtsinhabers, der sich aus anderen Gründen ergeben kann, gesetzlich geregelt. Stirbt der Gouverneur im Amt, tritt er zurück oder wird er von der State Legislature wegen rechtlicher Verfehlungen des Amtes enthoben, rückt automatisch der Vizegouverneur für die verbleibende Dauer der Amtszeit zum neuen Gouverneur auf. Der Vizegouverneur wird also neuer Gouverneur und übt das Amt nicht lediglich geschäftsführend aus. Über den Vizegouverneur hinaus besteht ein Protokoll, das weitere Amtsträger wie Vorsitzende der Parlamentskammer, Secretary of State und Attorney General vorsieht. Diese können hingegen aber nur zum geschäftsführenden Gouverneur (Acting Governor) aufrücken. Da jedoch der Gouverneur mit Zustimmung beider Häuser der State Legislature einen neuen Vizegouverneur ernennen kann, ist es sehr unwahrscheinlich, dass jemand anderes als der Vizegouverneur an die Stelle eines vorzeitig aus dem Amt geschiedenen Gouverneurs tritt.

## Entlohnung und Privilegien

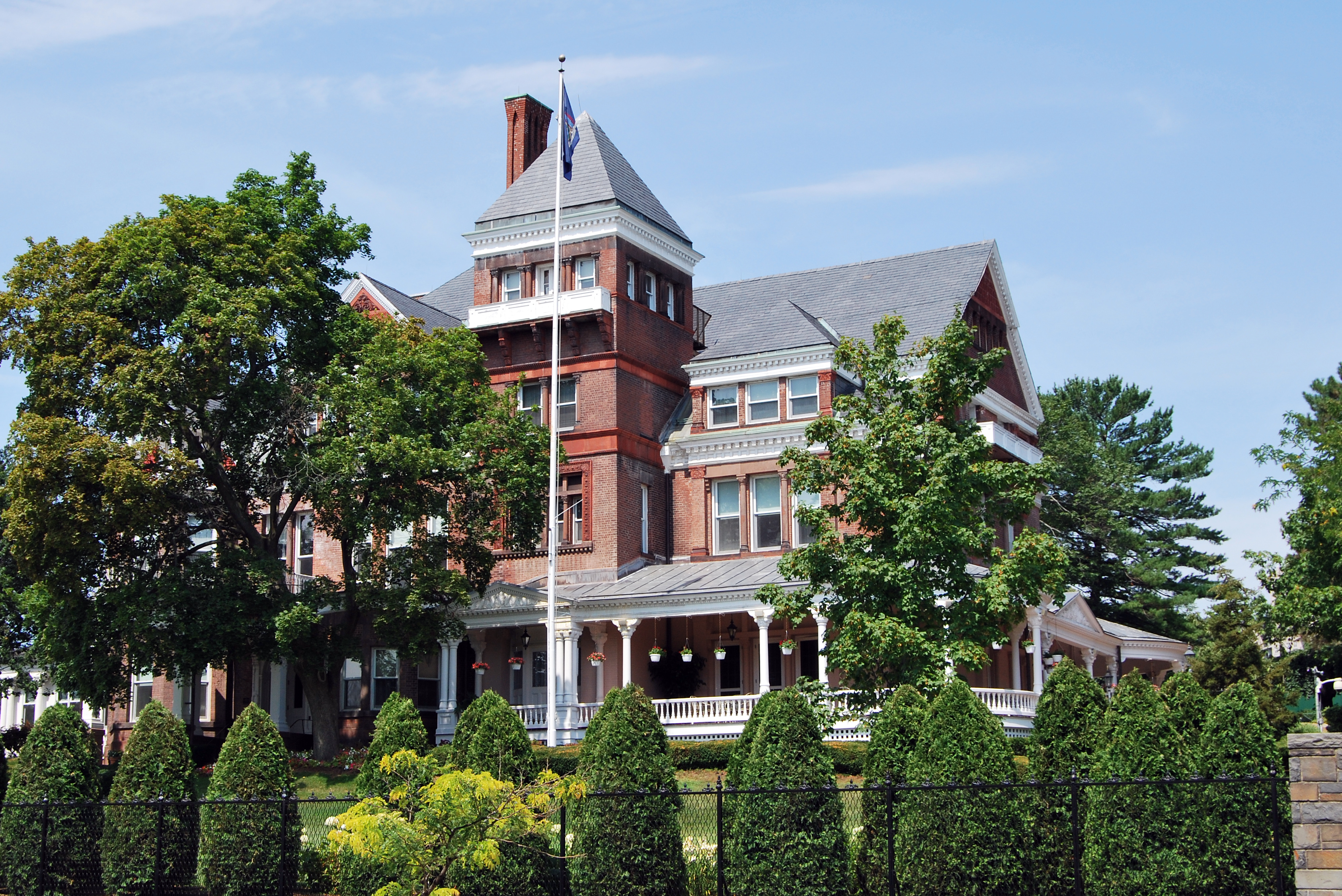
New York State Executive Mansion, Residenz des Gouverneurs von New York

Das Jahresgehalt des Gouverneurs von New York beträgt 179.000 US-Dollar. Damit erhält er das höchste Gehalt aller 50 Gouverneure in den USA. Der Personenschutz des Gouverneurs wird durch die New York State Police gewährleistet.
Wie fast alle anderen Gouverneure in den USA hat auch der New Yorker Regierungschef eine eigene Residenz. Der New York State Executive Mansion wurde 1860 fertiggestellt und gehörte zunächst einem Banker. Im Jahr 1875 kaufte der Bundesstaat New York das Gebäude sowie das dazugehörige vier Hektar große Grundstück. Seither lebten alle Gouverneure in dem Anwesen, das unter anderem über einen Swimmingpool verfügt.
Das Büro des Gouverneurs befindet sich im New York State Capitol in Albany. Dort hat er einen eigenen Stab mit einem Stabschef und Öffentlichkeitsabteilung. Außerdem befindet sich ein weiteres Büro in Manhattan.